# Donacoscaptes minorella
Donacoscaptes minorella là một loài bướm đêm trong họ Crambidae.